# Купріянов Павло Омелянович
Павло́ Омеля́нович Купрія́нов (1908 — 9 листопада 1936) — радянський військовик, молодший комвзводу. Герой Радянського Союзу (1936).

## Життєпис
Народився в селі Старинці, нині Полоцького району Вітебської області Білорусі, в селянській родині. Білорус. Працював на залізничній станції Адамове, поблизу Полоцька.
У лавах РСЧА з 1929 року, того ж року закінчив школу молодших командирів. Після завершення строкової служби залишився в армії. Військову службу проходив на посаді командира танку в 4-й окремій механізованій бригаді Білоруського військового округу.
Учасник громадянської війни в Іспанії з жовтня 1936 року, командував танком Т-26 у складі іспанських республіканських військ. 29 жовтня брав участь у першому в світі танковому бою біля Сесеньї (за 30 км на південь від Мадрида). У подальших боях екіпажем танка під його керівництвом було знищено 2 танки, 8 гармат і близько 200 солдатів і офіцерів супротивника.
Загинув у танковому бою на околиці Мадрида, поблизу парку Каса-дель-Кампо.

## Нагороди
Постановою Центрального виконавчого комітету СРСР від 31 грудня 1936 року «за зразкове виконання спеціальних і найважчих завдань Уряду зі зміцнення оборонної могутності Радянського Союзу та виявлений у цій справі героїзм», молодшому комвзвода Купріянову Павлу Омеляновичу присвоєне звання Героя Радянського Союзу (посмертно).

## Вшанування пам'яті
Ім'ям Павла Купріянова названо одну з вулиць Полоцька, на ній же встановлено меморіальну дошку.
На залізничній станції Адамове Вітебської області встановлено меморіальний знак на честь П. О. Купріянова.
У 2014 році ім'я Павла Купріянова присвоєне ДЗУ «Матюшевська дитячий садок — середня школа Полоцького району».
П. О. Купріянов навічно зарахований до списків загальновійськового факультету Військової академії Білорусі.